# Libertà di religione in Giappone
La costituzione prevede la libertà di religione in Giappone ed il governo rispetta generalmente questo diritto nella pratica.

## Demografia religiosa
Il governo non richiede ai gruppi religiosi di segnalare la loro presenza nel paese e il grado di adesione, quindi è difficile determinare con precisione il numero di esponenti dei diversi gruppi religiosi. L'Agenzia per gli Affari Culturali ha riferito nel 2007 che i reclami di adesione da parte di gruppi religiosi sono stati pari a 206 milioni. Questo è il dato su una popolazione totale di 128 milioni, ma non tiene conto della possibile sovrapposizione di appartenenza (alcune famiglie possono essere registrate sia ad un tempio buddista sia ad un santuario dello shintoismo), o doppia appartenenza a causa del cambiamento di indirizzo. Questo numero, che quasi è due volte la popolazione del Giappone, riflette l'affiliazione di molti dei suoi cittadini a più religioni contemporaneamente. Ad esempio, è molto comune per il giapponese di praticare sia riti del buddhismo che shintoisti.
Secondo l'annuario dell'Agenzia, 105 milioni di persone si identificano come shintoisti, 89 milioni come buddhisti, 2 milioni come affiliati al cristianesimo e 9 milioni nella categoria "altre" religioni, tra cui Tenrikyō, Seicho-No-Ie, Sekai Kyūsei-kyō e PL Kyōdan o "perfetta libertà". Gli accademici stimano che ci siano tra i centomila e i centodiecimila musulmani in Giappone, il 10 per cento dei quali sono cittadini giapponesi. L'ambasciata israeliana stima che ci siano circa duemila ebrei nel paese, la maggior parte dei quali di origine straniera.
A dicembre 2007, sotto la legge religiosa sulle persone giuridiche del 1951, il governo riconosceva 154 scuole del buddhismo. Le sei principali scuole originate dall'insegnamento di Gautama Buddha sono Tendai, Shingon, Jōdo, Zen (con la sottodivisione in sette Soto zen e Rinzai), Nichiren e Narabukkyo. In aggiunta, ci sono una serie di organizzazioni, tra cui i laici buddisti della Soka Gakkai, che ha registrato una adesione di otto milioni di persone. Le due principali scuole di Shinto sono Jinjahoncho e Kyohashinto.

## Stato della libertà religiosa

### Quadro politico e giuridico
La Costituzione prevede la libertà di religione, e il governo rispetta questo diritto nella pratica. Il governo non si preoccupa di questioni religiose a nessun livello e mira a tutelare questo diritto per intero non tollera l'abuso da parte di entità governative o private.
A dicembre 2007 182.310 su 223.428 gruppi religiosi erano certificati dal governo come organizzazioni religiose con lo status sociale, secondo l'Agenzia per gli Affari Culturali. Il governo non richiede ai gruppi religiosi di registrarsi o di richiedere la certificazione; tuttavia, le organizzazioni religiose certificate ricevono benefici fiscali. Più dell'82% dei gruppi religiosi sono stati certificati entro il 2007.
Sulla scia dell'attentato alla metropolitana di Tokyo del 1995 con il gas sarin da parte di Aum Shinrikyō, la legge religiosa sulle persone giuridiche è stata modificata nel 1996 per fornire al governo l'autorità di sorvegliare i gruppi religiosi certificati. La legge modificata richiede alle organizzazioni religiose i certificati e di rivelare i loro beni al governo e danno il diritto di indagare su eventuali violazioni delle norme in materia di attività a scopo di lucro. Le autorità hanno il diritto di sospendere le attività a scopo di lucro di una organizzazione religiosa se violano tali norme.